# ピズィ
ピズィ(Pyzy)は、ポーランドのダンプリング（クルスキ）の一種である。大きな楕円形で、通常は食事の主菜として食べる。

## ジャガイモのピズィ

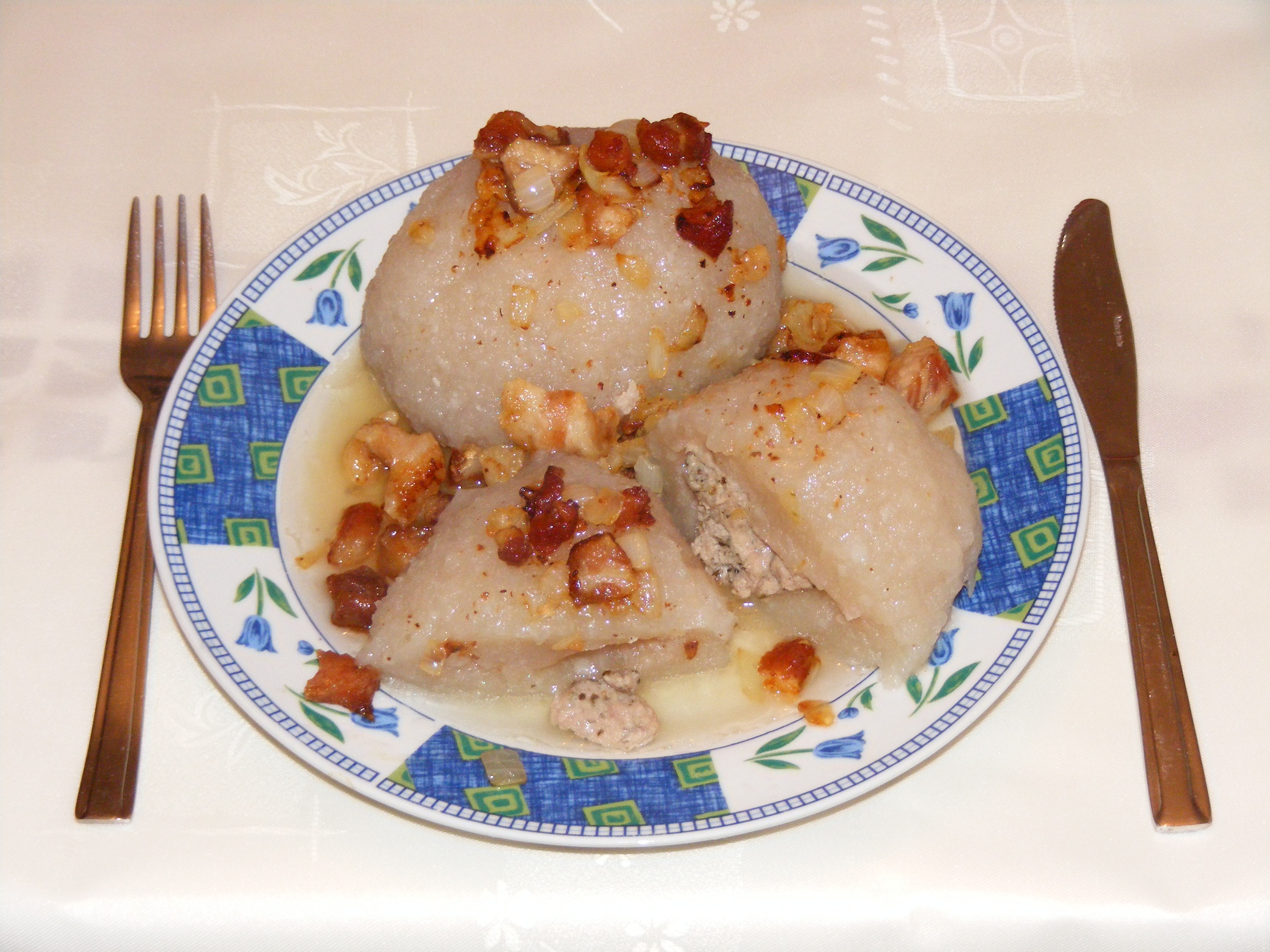
Kartacze (potato dish)

生のジャガイモから、または生のジャガイモと茹でたジャガイモを混ぜ、茹でて作る。小麦粉、卵、食塩を加えることもある。肉、クワルクまたはマッシュルームを具材として詰める。または具材を入れずに、ベーコン、ラード、フライドオニオンとともに食べる。
ジャガイモのピズィは、ツェペリナイやシレジア風ダンプリングに似る。

## 発酵ピズィ

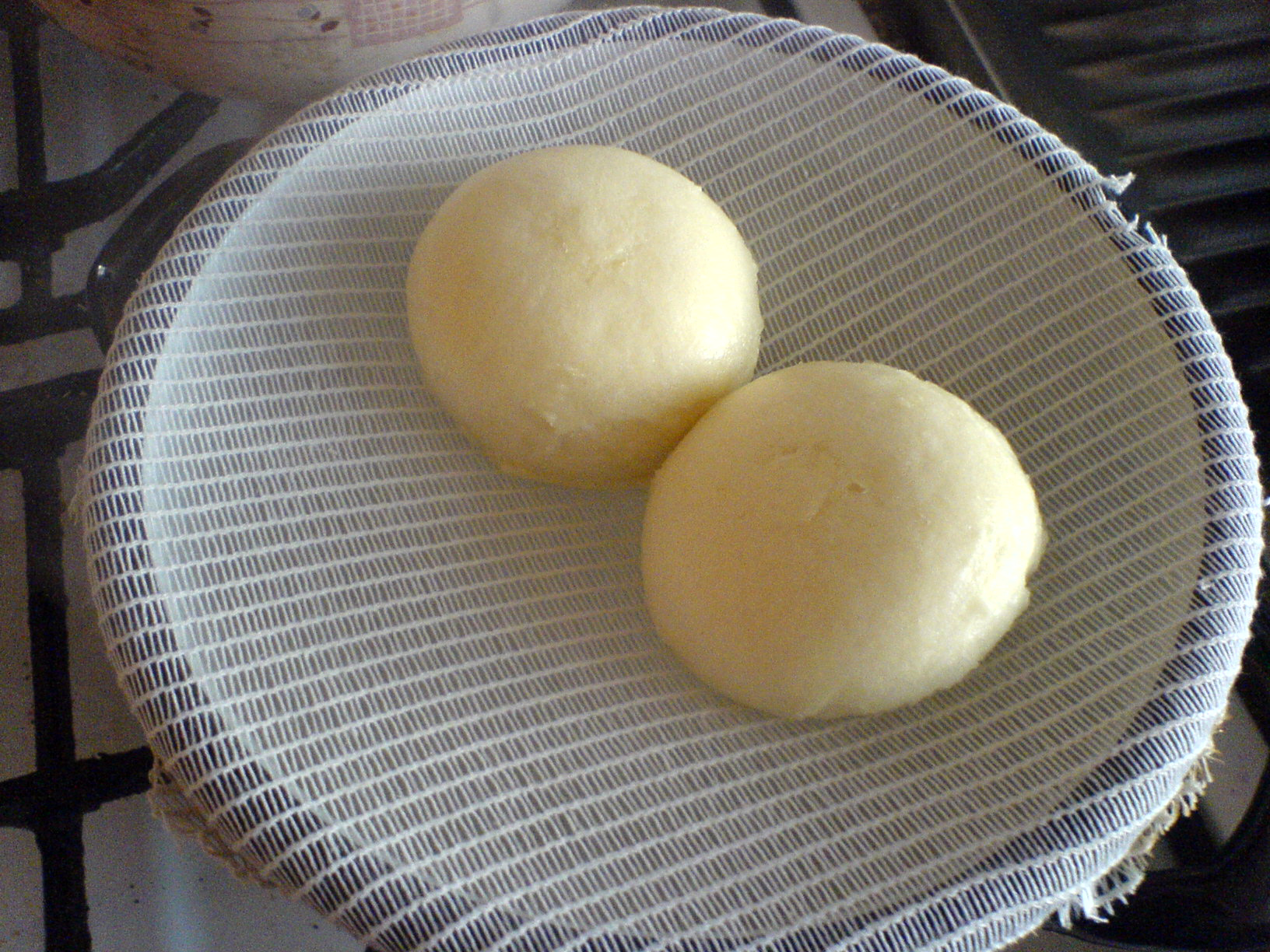
Pampuchy (steamed yeast dumplings)

発酵ピズィはpyzy drożdżoweと呼ばれ、小麦粉、卵、酵母、牛乳、バター、砂糖、食塩を混ぜ、これらを茹でるか蒸すかして作る。オーブンで焼いて作ることもあると言われる。